# Gemini Air Cargo
Gemini Air Cargo war bis zu ihrer Insolvenz im August 2008 eine US-amerikanische Frachtfluggesellschaft mit Sitz in Dulles, (Virginia). Sie hatte ein weltweites Netz aus FRachtlinienflügen und Charterflüge auf Wet-Lease-Basis. Ihre Drehkreuze betrieb Gemini Air Cargo auf dem Miami International Airport und dem John F. Kennedy International Airport von New York.

## Geschichte
Die Fluggesellschaft wurde im Dezember 1995 gegründet und nahm ihre ersten eigenen Flüge am 24. Oktober 1996 auf. Die Frachtflüge wurden im ersten Jahr mit drei von Sun Country Airlines gemieteten Flugzeugen durchgeführt, bis man im Oktober 1996 dann die Erlaubnis bekam, auch eigene Flugzeuge zu betreiben. Im Juli 1999 kaufte William E. Conway Jr., CEO der Carlyle Group, die Fluggesellschaft. Mittlerweile hält die Carlyle Group nur noch 56 %, andere Anteilhaber waren die Investmentbank Lehman Brothers (36 %), das Management mit 5 % und Oak Tree Capital (3 %). Gemini Air Cargo beschäftigte im Januar 2005 412 Angestellte.
Nach ihrer Insolvenz wurde die Gemini Air Cargo im Dezember 2008 von Gemini Worldwide Holdings LLC aufgekauft. Die geplante Wiederaufnahme des Flugbetriebs im Juni 2009 wurde nicht realisiert.

## Ziele
Gemini Air Cargo betrieb folgende Linienflüge (Stand: Januar 2005):
- Nationale Ziele: Anchorage, Cincinnati, Columbus, Los Angeles, Miami und New York.
- Internationale Ziele: Brüssel, Guayaquil, Hong Kong, Nottingham, Quito, Sapporo, Seoul, Taipeh, Medellín, Frankfurt am Main, Basel und Sao Paulo

## Flotte
(Stand: Oktober 2007)
- 6 McDonnell Douglas DC-10-30F
- 4 McDonnell Douglas MD-11F